# (4388) Jürgenstock
(4388) Jürgenstock est un astéroïde de la ceinture principale.

## Description
(4388) Jürgenstock est un astéroïde de la ceinture principale d'astéroïdes. Il fut découvert le 3 novembre 1964 à Brooklyn par Indiana University. Il présente une orbite caractérisée par un demi-grand axe de 2,34 UA, une excentricité de 0,28 et une inclinaison de 24,6° par rapport à l'écliptique.
Il a été nommé en l'honneur de Jürgen Stock (1923-2004), astronome allemand.

## Occultation
Le 19 février 2019, cet astéroïde occulte le système binaire de Sirius.

## Compléments